# Robin Asterhed
Robin Asterhed (* 29. Juli 1987 in Lund) ist ein schwedischer Fußballtrainer. Derzeit ist er für Lillestrøm SK in der Eliteserien tätig.

## Sportlicher Werdegang
Asterhed war ab 2007 bei Malmö FF in der Jugendarbeit tätig. Ab 2015 trainierte er dabei die U-17-Mannschaft de Klubs, zudem war er parallel ab 2018 für den Svenska Fotbollförbundet als Trainerassistent insbesondere von Roger Franzén für die schwedische U-16-Nationalmannschaft tätig. Im September 2019 wechselte er zum FC Kopenhagen, wo er dem U-19-Trainer Hjalte Bo Nørregaard zuarbeitete.
Nach dem Aufstieg in die Superettan verpflichtete IFK Värnamo Asterhed als neuen Trainer, der im Verbund mit dem ohne ausreichende Trainerlizenz tätigen Jonas Thern die Verantwortung über die Wettkampfmannschaft des Zweitligisten übernahm. Schnell etablierte sich die Mannschaft um Oscar Johansson, Abdussalam Magashy, Edvin Becirovic, Erick Brendon und Mannschaftskapitän Freddy Winsth an der Ligaspitze und beendete die Spielzeit nach 18 Siegen in 30 Saisonspielen mit sechs Punkten Vorsprung auf den Tabellenzweiten GIF Sundsvall als Zweitligameister. Damit stieg der 1921 gegründete Klub erstmals in seiner Vereinsgeschichte in die Allsvenskan auf – der Erfolg gelang mit der Mannschaft mit dem jüngsten Altersdurchschnitt und dem zweitkleinsten Etat der Zweitligaspielzeit.
Wenige Tage nach Saisonende verkündete am 18. November 2021 Malmö FF die Verpflichtung Asterheds als neuer Chefscout des schwedischen Spitzenklubs. Als Nachfolger an der Seite von Thern verpflichtete IFK Värnamo Anfang Dezember Kim Hellberg.
Im Januar 2024 verließ Asterhed Malmö FF und schloss sich dem Trainerstab des norwegischen Klubs Lillestrøm SK an, wo er dem vormals auch bei Malmö FF tätigen schwedischen Cheftrainer Andreas Georgson assistierte. Als dieser sich im Juli 2024 als Teil des Trainerstabs von Erik ten Hag dem englischen Rekordmeister Manchester United anschloss, übernahm er interimistisch die Cheftrainerrolle beim norwegischen Erstligisten. Im August wurde der Däne David Nielsen als neuer Cheftrainer verpflichtet. Unter diesem sowie dessen Nachfolger Dag-Eilev Fagermo war er wieder als Assistent tätig.